# Ryota Nagata
Ryota Nagata (født 17. maj 1985) er en japansk fodboldspiller, som spiller for den japanske fodboldklub Kamatamare Sanuki.